# Anne Childes Seguin

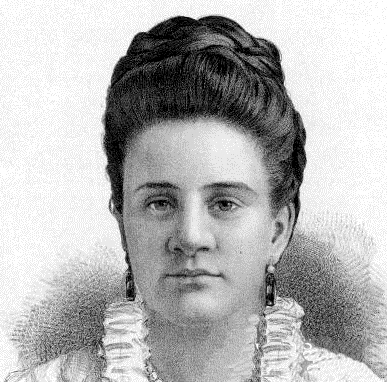
Anne Childes Seguin

Anne Childes Seguin (* 1809 in London; † 1888 in New York City) war eine US-amerikanische Opernsängerin (Sopran).

## Leben
Childes studierte an der Royal Academy of Music, wo sie ihren späteren Ehemann Edward Seguin kennenlernte. Sie debütierte 1836 am Theatre Royal Drury Lane in der Oper Fidelio, daneben war sie Mitglied im Ensemble der Italienischen Oper. 1839 debütierte sie am National Theatre in New York als Vertretung von Jane Shirreff in der Rolle der Rosina in Henry Bishops Oper Barber of Seville. Sie blieb bis 1840 Ensemblemitglied des Opernhauses, unternahm aber daneben zwei große Konzerttourneen mit ihrem Mann, mit dem sie später die Seguin Operatic Troupe leitete. Ihre berühmteste Rolle war die Arline in Michael William Balfes Oper The Bohemian Girl. Nach dem frühen Tod ihres Mannes 1852 lebte sie als Gesangslehrerin in New York. Sie gilt als erste europäische Opernsängerin, der es gelang, sich dauerhaft in den USA zu etablieren.